# Tångelanda
Tångelanda är en by i Högsäters socken i Färgelanda kommun belägen strax utanför Högsäter i Dalsland.
Tångelanda var under lång tid Valbo härads tingsplats. Det gamla tingshuset av trä finns fortfarande bevarat.
Här fanns även från 1895 en järnvägsstation på Uddevalla-Lelångens Järnväg. Stationshuset flyttades år 1900 till Skällsäter i Järbo socken.
En poststation inrättades här 1 oktober 1887, då den övertog rollen från Högsäter. Denna anordning indrogs 31 oktober 1900, men återöppnades 1 februari 1902 i andra lokaler. Poststationen indrogs 31 augusti 1950.